# 久美京子

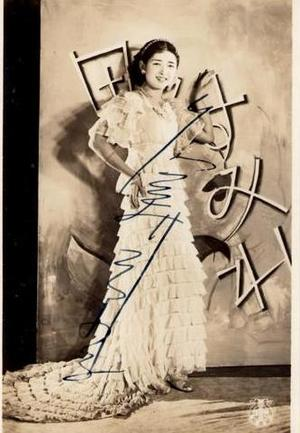
1934年10月公演　「野すみれ」

久美 京子（くみ きょうこ、1912年11月13日 - 1980年2月12日）は、日本の女優、昭和期の宝塚歌劇団花組主演娘役のタカラジェンヌで宝塚歌劇団卒業生である。大阪府大阪市西区出身。
以前の芸名は、万葉集で大伴家持が詠んだ久邇京讃歌に因んだ久邇 京子（くに きょうこ）であったが、当時「久邇」の文字が皇族の久邇宮家と同じであるという指摘があり、「幾久しく美しくあれ」の意味をこめた「久美」に改名した経緯があった。
本名は萩原 貞子（はぎわら さだこ、旧姓：中村）。愛称はサァちゃん（本名の貞子から）。

## 来歴
1930年、大阪府立市岡高等女学校（現・大阪府立港高等学校）卒業後に、宝塚音楽歌劇学校（現在の宝塚音楽学校）に入学して、宝塚少女歌劇団（現在の宝塚歌劇団）に入団。宝塚歌劇団20期生の同期生に宇知川朝子、尾上さくら、霧立のぼるらがいる。当時は「入学イコール入団」で学校と劇団は一体であった。

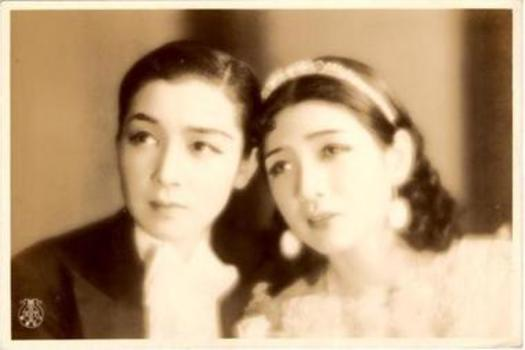
1937年11月公演 「たからじぇんぬ」 左・小夜福子

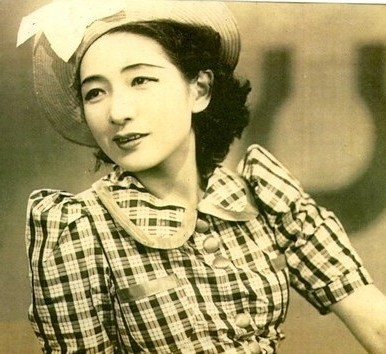
1938年3月公演「寶塚フォーリーズ」

イタリア人教師ルビニ―（イタリア語）、白系ロシア人教師カラスロワ（フランス語）などから声楽の指導を受け、1931年4月に初舞台を踏む。当時は声楽専科であったが現在の組分けが出来ると花組に所属。
その頃レビューの新鋭となった白井鐡造は『ジャンヌ』（古谷幸一作曲　6年3月)、『ライラック・タイム』（高木和夫作曲 同年10月)というように作品を生み出し、台頭してきた葦原邦子、宇知川朝子、秋風多江子、二条宮子、とともに育て上げられた久美京子は白井鐡造レビューの全盛期に主演が出来る娘役に成長した。
歌劇『パリゼット』(1932年)ではジョセフィン、『ブーケ・ダムール』（1932年）のマリネット役（当時は久邇京子）、『ジャンヌの扇』(1933年）では春日野八千代の相手役のジャンヌを演じた。そして『花詩集』（1933年）では『野菊の歌』を歌う楚々としたアンナ役を演じた。
歌劇『花詩集』は『パリゼット』に次いで評判になった作品で、1933年8月、9月、10月と三か月、宝塚で上演された。それ迄の白井鐡造の作品は外国名前の片仮名ばかりであったが、この時初めて日本字の題名『花詩集』を付けた。この歌劇は花をテーマとしたレビューで『野菊の歌』『鈴蘭の歌』『マロニエの歌』などの歌が沢山ある。当時のオールスター出演の豪華なもので、一月公演は勿論、興行不振と言われる二月の続演も大入り満員であった。東京宝塚劇場の初開場は1934年1月1日で、この『花詩集』で杮落とし興行をした。この頃が宝塚レビュー黄金時代と言われ、戦争が始まるまで宝塚歌劇は毎月上京、一年中東京公演をしていた。
『ウイナーメーデル』(1934年)は白井鐡造得意のドイツ青春もので、葦原邦子のフリッツの相手役ルイゼを演じた。同年10月公演『野すみれ』ではジュリアを、歌劇『マリオネット』(1935)では美空暁子（改名後は南美江）の相手役クリスチーヌ、『たからじぇんぬ』(1937)では小夜福子の相手役セリメーヌを演じた。
翌1938年3月公演『寶塚フォリーズ』でジャネット、8月公演『三つのワルツ』のカステリを演じた後、『第一回ヨーロッパ公演』に参加した。公演は1938年10月2日神戸港出帆～1939年3月4日神戸港帰着というスケジュールで、小林米三団長のもと、30名の選抜メンバーがヨーロッパ各地を巡った。
1939年、東京公演『想ひ出のアルバム』では『お夏笠物狂』のお夏を演じて宝塚歌劇の大作家久松一聲に絶賛される。同年12月北野劇場にて『歌舞伎絵巻』で静御前を演じたのが最後の舞台である。
1940年、人気絶頂の中、結婚のため宝塚歌劇団を退団。
退団後は配偶者の赴任先の南米チリに渡った。その後帰国し、戦後は女優としても活動している。
1980年に死去。
2014年、『宝塚歌劇の殿堂』の最初の100人のひとりとして殿堂入りを果たした。

## 人物
- 市岡高等女学校時代は水泳が国体選抜クラス級のスポーツ少女であった。
- 教職への途を目指した時期もあったが、宝塚少女歌劇の華麗な世界と当時のスターに憧れて入団。

## 宝塚歌劇団時代の主な舞台
- 『パリゼット』（雪組）(1932年7月1日 -7月31日、宝塚大劇場)
- 『ブーケ・ダムール』（花組）（1932年9月1日 - 9月30日、宝塚大劇場）
- 『娘八景』（月組）（1932年11月1日 - 11月30日、宝塚大劇場）
- 『巴里ニューヨーク』（花組）(1933年1月1日 - 1月31日、宝塚大劇場)
- 『ベルリン娘』『ジャンヌの扇』（（合同）(1933年5月1日 - 5月21日、中劇場)
- 『花詩集』（月組）　(1933年9月1日 - 9月30日、東京公演)
- 『ウイナー・メーデル』(星組) (1934年3月1日 - 3月25日、宝塚大劇場)
- 『カレッヂソング』『ランタンルージュ』（花組）（1934年7月7日 - 7月22日、中劇場）
- 『野すみれ』(花組）（1934年10月1日 - 10月31日、宝塚大劇場）
- 『四人姉妹』『アパッシュは嗤う』（花組）（1934年11月3日 - 11月18日、中劇場）
- 『ジョコンダ姫の扇』『レッド・ポニイ』（花組）（1935年3月1日 - 3月31日、中劇場）
- 『アメリカン・ラプソデイ』(花組) (1935年5月1日 - 5月31日、宝塚大劇場)
- 『マリオネット』（花組）(1935年9月1日 - 9月24日、宝塚大劇場)
- 『人格者』（花組）（1936年2月1日 - 2月29日、中劇場）
- 『アルペン　ローゼ』『少年航空兵』（花組）（1936年5月1日 - 5月31日、宝塚大劇場）
- 『汐汲五人娘』『ラ・ロマンス』（花組）（1936年9月1日 - 9月25日、宝塚大劇場）
- 『パパさん』『寶塚をどり暦』（花組）（1937年2月1日 - 2月28日、宝塚大劇場）
- 『古波陀乙女』『シャンソン・ド・パリ』（花組）（1937年3月7日 - 3月31日、中劇場）
- 『ハワイ・ニューヨーク』〈雪組）(1937年8月1日 - 8月31日　宝塚大劇場)
- 『たからじぇんぬ』（月組）(1937年11月1日 - 11月30日、宝塚大劇場)
- 『寶塚フォーリーズ』（月組）(1938年3月1日 - 3月21日、宝塚大劇場)
- 『三つのワルツ』（花組）(1938年8月1日 - 8月31日、宝塚大劇場)
- 『第一回ヨーロッパ公演』(1938年11月14日 - 1939年1月26日)
- 『思ひ出のアルバム』（雪組）(1939年5月3日 - 5月31日、東京宝塚劇場)
- 『日本美女傳』（雪組）(1939年8月2日 - 8月31日、東京宝塚劇場)

## 主なテレビドラマ
- 『村田英雄の花と龍』（1964年 - 1965年、日本テレビ）